# The Nun (film 2005)
The Nun (La Monja) è un film del 2005 diretto da Luis de la Madrid.

## Trama
Il film prende le mosse nel 1988 in un collegio cattolico di Barcellona, dove le ragazze che lo frequentano sono controllate da una perfida suora. Un giorno la religiosa scopre che una delle ragazze è incinta e la tortura per purificarla dal suo peccato. Le amiche intervengono in suo aiuto e uccidono la suora annegandola in una vasca da bagno. Diciassette anni dopo, quelle stesse ragazze iniziano a morire in circostanze oscure.